# Seyitaliler, Dörtdivan
Seyitaliler là một xã thuộc huyện Dörtdivan, tỉnh Bolu, Thổ Nhĩ Kỳ. Dân số thời điểm năm 2010 là 50 người.